# Prepona gulina
Prepona gulina är en fjärilsart som beskrevs av Hans Fruhstorfer 1904. Prepona gulina ingår i släktet Prepona och familjen praktfjärilar. Inga underarter finns listade i Catalogue of Life.